# Neutron Star Collision (Love Is Forever)
"Neutron Star Collision (Love Is Forever)" é uma canção da banda inglesa de rock alternativo Muse, que foi lançada como parte da trilha sonora do filme Eclipse (2010). A canção foi lançada como o single principal do filme e foi lançada em 17 de maio de 2010. A canção já está disponível em pre-venda de MP3 no website oficial da banda.

## História
A canção foi anunciada pela  primeira vez no site oficial da escritora Stephenie Meyer, autora da saga Crepúsculo. A BBC Radio 1 anunciou então que tocaria a canção inteira em 17 de maio (segunda-feira), durante o show de Zane Lowe. Um preview de 30 segundos foi então liberado no website da MTV. Enquanto o Muse já havia participado das trilhas sonoras dos filmes Twilight e New Moon (com "Supermassive Black Hole" para Twilight e "I Belong to You" para New Moon), esta é a primeira vez que a banda faz uma canção que será lançada como single principal de um filme.

## Faixas
| Download Digital |                                            |                 |         |  |
| N.º              | Título                                     | Compositor(es)  | Duração |  |
| 1.               | "Neutron Star Collision (Love Is Forever)" | Matthew Bellamy | 3:50    |  |

## Recepção
A canção recebeu boas criticas dos meios de mídio. A BBC Music descreveu o single como "mudança no antigo repertório do Muse". A revista Above and Beyond disse que a canção "'Neutron Star Collision'… [me] lembra um pouco Origin of Symmetry, que está na minha mente, o Muse honesto e verdadeiro".

## Paradas musicais
| Paradas (2010)              | Melhor posição |
| --------------------------- | -------------- |
| Austrália Singles Chart     | 37             |
| Áustria Singles Chart       | 40             |
| Bélgica (Flandres)          | 24             |
| Bélgica (Valônia)           | 3              |
| Canadá Hot 100              | 60             |
| Dinamarca Singles Chart     | 31             |
| Escócia Singles Chart       | 13             |
| Espanha Singles Chart       | 26             |
| Billboard Hot 100           | 77             |
| European Hot 100            | 31             |
| Finlândia Singles Chart     | 20             |
| Irlanda Singles Chart       | 35             |
| Itália Singles Chart        | 10             |
| Noruega Singles Chart       | 10             |
| Nova Zelândia Singles Chart | 27             |
| Países Baixos Singles Chart | 25             |
| UK Singles Chart            | 11             |
| Suécia Singles Chart        | 25             |
| Suíça Singles Chart         | 36             |

### Paradas de fim de ano
| Paradas (2010)       | Melhor posição |
| -------------------- | -------------- |
| Itália Singles Chart | 71             |